# Antonio Percassi
Antonio Percassi, né le 9 juin 1953 à Clusone en Italie, est un ancien joueur de football. Il est actuellement un entrepreneur. Mais également dirigeant de l'entreprise OdIssea SRL qui regroupe les marques de cosmétiques KIKO, Madina and Womo, du Centre commercial ORIO ainsi que du club de football Atalanta B.C.

## Carrière sportive
Antonio Percassi commence à jouer à l'Atalanta Bergame à l'âge de 17 ans, en 1970. Cependant, c'est en 1978 (sept à l’Atalanta son club formateur et une à Cesena) qu'il décide de mettre fin à sa carrière sportive, pour suivre une carrière d'entrepreneur.
Il est président de l'Atalanta Bergame du 3 novembre 1990 jusqu'au 23 février 1994, avant de revendre le club à la famille Ruggeri. Il redevient président en juin 2010 en rachetant le club. 

## Carrière entrepreneuriale

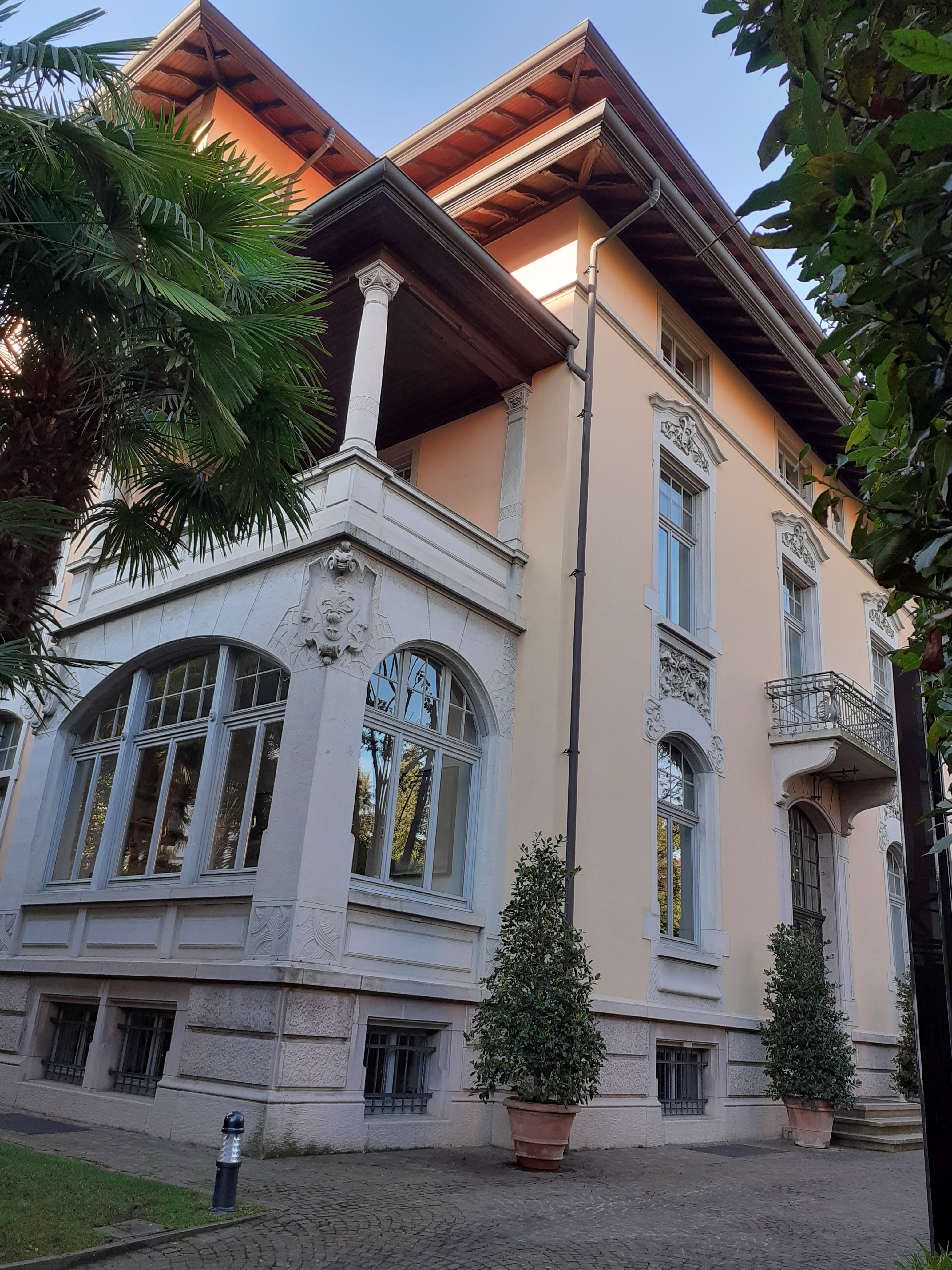
Villa Schubiger, Via Paleocapa 9, Bergame (1905-1910), avec des vitraux de Luigi Fontana (1906) - aujourd'hui la résidence d'Antonio Percassi.

Les premiers pas d'Antonio Percassi dans le commerce et la distribution est une collaboration de 30 ans avec la famille Benetton. Au fil des ans, Percassi devint un entrepreneur à la tête de plusieurs marques.
Sa collaboration avec Benetton fut un premier partenariat commercial responsable de la croissance de son groupe dans une niche jusqu'alors peu exploitée en Italie : les franchises.
Lui et son fils fondent la marque de cosmétiques KIKO en 1997.
Il se développe en développant ses propres marques (Dmail, Ciao, Bullfrog…) ou en rachetant des franchises (il possède des accords avec Lego, Levi's, Nike, Gucci, Ralph Lauren, Starbucks, Swatch ou Victoria's Secret, principalement en Italie et France, pour mettre à disposition les magasins ou fonds de commerce ou parfois en cogestion comme les Zara en Italie avec le groupe Inditex).